# Караоке
Караоке (јап. カラオケ) је забава у облику песме наснимљене без гласа и певача како би људи само певали текст песме. Потиче из Јапана где је у почетку била најпопуларнија, а касније се проширила читавим светом. Караоке потиче од јапанских речи kara (空; „празан”) и ōkesutora (オーケストラ; „оркестар”). Текстови се обично приказују на видео екрану, заједно са покретним бојама као испомоћ особи која пева. У Јапану су традиционални караоке-барови мање или више изумрли и замењени су концептом караоке-боксова. Садржаји с караоке-боксовима доступни су на свакој станици у Токију и састоје се од низа малих караоке соба у којима се више или мање групе људи забављају уз караоке.